# Hyrrokkin (měsíc)
Hyrrokkin (vyslovováno /ˌhɪˈrɒkɨn/) je malý měsíc planety Saturn. Jeho objev byl oznámen 26. června 2006 vědeckým týmem, jehož členy jsou Scott S. Sheppard, David C. Jewitt, Jan Kleyna a Brian G. Marsden. Nalezen byl během pozorování provedených mezi 12. prosincem 2004 a 30. dubnem 2006. Po svém objevu dostal dočasné označení S/2004 S 19. V roce 2007 byl nazván Hyrrokkin, po obryni z norské mytologie. Dalším jeho názvem je Saturn XLIV.
Hyrrokkin patří do skupiny Saturnových měsíců nazvaných Norové.

## Objevení a pojmenování
Byl objeven mezi 12. prosincem 2004 a 30. dubnem 2006, členy jsou Scott S. Sheppard, David C. Jewitt, Jan Kleyna a Brian G. Marsden
Hyrrokkin se pojmenoval z norské mytologii

## Fyzikální charakteristika
Hyrrokin je nepravidelný měsíc Saturnu. Je to jeden z vnějších měsíců a je známý svou zvláštní napravidelnou velikostí a tvarem. Je poměrně malý, s rozměry přibližně 10 x 8 x 6 kilometrů. Jeho povrch je pokryt impaktní krátery a je pravděpodobně složen z hornin a ledu.

## Vzhled měsíce
Předpokládá se, že průměr měsíce Hyrrokkin je přibližně 8 kilometrů (odvozeno z jeho albeda).

## Oběžná dráha
Hyrrokkin obíhá Saturn po retrográdní dráze v průměrné vzdálenosti 18,2 milionů kilometrů. Oběžná doba je 914,3 dní.